# Harry Kerr
Pour le tireur canadien médaillé lors de la même olympiade, voir Harry Kerr (tireur).
Harry Kerr (né le 28 janvier 1879 dans la région de Taranaki et décédé dans la même région le 17 mai 1951) est un athlète néo-zélandais concourant pour l'Australasie spécialiste de la marche. Il est le premier médaillé olympique néo-zélandais de l'histoire. Il mesurait 1,84 m pour 79 kg.

## Biographie

### Palmarès
| Date | Compétition           | Lieu    | Résultat | Épreuve        | Performance   |
| ---- | --------------------- | ------- | -------- | -------------- | ------------- |
| 1908 | Jeux olympiques d'été | Londres | 3e       | 3 500 m marche | 15 min 43 s 4 |